# Nagroda im. Alfreda Bauera
Nagroda Alfreda Bauera (niem. Alfred-Bauer-Preis) – nagroda przyznawana od 1987 na Międzynarodowym Festiwalu Filmowym w Berlinie dla filmu fabularnego, który otwiera nowe horyzonty sztuki filmowej oraz wykazuje się wyjątkową innowacyjnością i oryginalnością. Nagroda nazwana jest na cześć pierwszego dyrektora festiwalu Alfreda Bauera.
W 2020 zrezygnowano z przyznawania nagrody ze względu na odkryte związki Bauera z nazizmem. Jak się okazało, był on członkiem NSDAP, SA i innych nazistowskich organizacji oraz pracownikiem m.in. Niemieckiej Izby Filmu, podległej Ministerstwu Propagandy.

## Laureaci
- 1987: Zła krew; reżyseria: Leos Carax
- 1989: Sługa; reżyseria: Wadim Abdraszytow
- 1990: Konwój; reżyseria: Aleksandr Rogożkin
- 1992: Infinitas; reżyseria: Marlen Chucyjew
- 1994: Hwaomkyung; reżyseria: Jang Sun-Woo
- 1996: Vite strozzate; reżyseria: Ricky Tognazzi
- 1997: Romeo i Julia; reżyseria: Baz Luhrmann
- 1998: Przytul mnie mocno; reżyseria: Stanley Kwan
- 1999: Karnawał; reżyseria: Thomas Vincent
- 2000: Chór chłopięcy; reżyseria: Akira Ogata
- 2001: Bagno; reżyseria: Lucrecia Martel
- 2002: Baader; reżyseria: Christopher Roth
- 2003: Hero; reżyseria: Zhang Yimou
- 2004: Maria łaski pełna; reżyseria: Joshua Marston
- 2005: Kapryśna chmura; reżyseria: Tsai Ming-liang
- 2006: Cień; reżyseria: Rodrigo Moreno
- 2007: Jestem cyborgiem i to jest OK; reżyseria: Park Chan-wook
- 2008: Nad Jeziorem Tahoe; reżyseria: Fernando Eimbcke
- 2009: Gigante; reżyseria: Adrián Biniez i Tatarak; reżyseria: Andrzej Wajda
- 2010: Jak chcę gwizdać, to gwiżdżę; reżyseria: Florin Șerban
- 2011: Jeśli nie my, to kto?; reżyseria: Andres Veiel
- 2012: Tabu; reżyseria: Miguel Gomes
- 2013: Vic+Flo zobaczyły niedźwiedzia; reżyseria: Denis Côté
- 2014: Życie Rileya; reżyseria: Alain Resnais
- 2015: Ixcanul; reżyseria: Jayro Bustamante
- 2016: Kołysanka do bolesnej tajemnicy; reżyseria: Lav Diaz
- 2017: Pokot; reżyseria: Agnieszka Holland
- 2018: Dziedziczki; reżyseria: Marcelo Martinessi
- 2019: Błąd systemu; reżyseria: Nora Fingscheidt